# Bojan Šrot
Bojan Šrot (ur. 9 lutego 1960 w Celje) – słoweński polityk, prawnik i samorządowiec, wiceminister sprawiedliwości, długoletni burmistrz Celje, w latach 2007–2009 przewodniczący Słoweńskiej Partii Ludowej.

## Życiorys
Ukończył szkołę średnią w swojej rodzinnej miejscowości, a w 1985 studia prawnicze na Uniwersytecie Lublańskim. W 1989 zdał egzamin zawodowy, po czym do 1991 orzekał jako sędzia w Šmarje pri Jelšah. W 1991 założył własną firmę prawniczą.
W 1997 został sekretarzem stanu w ministerstwie sprawiedliwości. W 1998 objął urząd burmistrza Celje, uzyskiwał reelekcję w wyniku kolejnych wyborów samorządowych. Funkcję tę pełnił do czasu swojej wyborczej porażki w 2022. Zaangażował się w działalność polityczną w ramach Słoweńskiej Partii Ludowej; od listopada 2007 do marca 2009 pełnił funkcję przewodniczącego tego ugrupowania.